# Дицэ, Константина
Константина Ди́цэ (рум. Constantina Diţă, ранее — Константина Дицэ-Томеску; род. 23 января 1970, Турбуря, Румыния) — румынская бегунья на длинные дистанции. олимпийская чемпионка 2008 года в марафоне.

## Спортивная биография
Лёгкой атлетикой Константина начала заниматься в раннем детстве. Но первые успехи к румынской спортсменке начали приходить только в 1999 году, когда она стала серебряным призёром на чемпионате Европы по кроссу. В 2004 году спортсменка дебютировала на летних Олимпийских играх в Афинах. В марафонском забеге румынка заняла 20-е место, показав результат 2:37:31. В том же году Константина стала бронзовой призёркой чемпионата мира по полумарафону, а также выиграла знаменитый Чикагский марафон.
В 2005 году Дицэ завоевала свою единственную медаль на мировых первенствах, став бронзовой призёркой в марафоне. Также в этом году была одержана на чемпионате мира по полумарафону. В 2007 году Дицэ стала третьей на Лондонском марафоне.
В 2008 году на летних Олимпийских играх в Пекине Константина Дицэ завоевала золотую медаль в марафоне, показав результат 2:26:44. Одержав победу в возрасте 38 лет, румынская бегунья стала самой возрастной чемпионкой в марафоне в истории игр.
На Олимпиаде 2012 пришла к финишу 84-й.

## Личные награды
- Спортсменка года в Румынии (2008);
- Национальная спортивная награда (2009);

## Личная жизнь
- В 2008 году развелась со своим мужем Валериу Томеску, который при этом остался её личным тренером. Есть сын Рафаэль (род. 1995)
- Окончила бухарестскую академию спорта.